# Trzebielino (gemeente)
De gemeente Trzebielino is een landgemeente in het Poolse woiwodschap Pommeren, in powiat Bytowski.
De gemeente bestaat uit 11 administratieve plaatsen solectwo: Bożanka, Cetyń, Dolno, Gumieniec, Miszewo, Objezierze, Poborowo, Starkowo, Suchorze, Trzebielino, Zielin
De zetel van de gemeente is in Trzebielino.
Op 30 juni 2004 telde de gemeente 3710 inwoners.

## Oppervlakte gegevens
In 2002 bedroeg de totale oppervlakte van gemeente Trzebielino 225,45 km², waarvan:
- agrarisch gebied: 32%
- bossen: 61%

De gemeente beslaat 10,28% van de totale oppervlakte van de powiat.

## Demografie
Stand op 30 juni 2004:
| Omschrijving                   | Totaal | Totaal | Vrouwen | Vrouwen | Mannen | Mannen |
| ------------------------------ | ------ | ------ | ------- | ------- | ------ | ------ |
| eenheid                        | aantal | %      | aantal  | %       | aantal | %      |
| inwoners                       | 3710   | 100    | 1855    | 50      | 1855   | 50     |
| bevolkingsdichtheid (inw./km²) | 16,5   | 16,5   | 8,2     | 8,2     | 8,2    | 8,2    |

In 2002 bedroeg het gemiddelde inkomen per inwoner 1454,46 zł.

## Aangrenzende gemeenten
Dębnica Kaszubska, Kępice, Kobylnica, Kołczygłowy, Miastko